# Parafia Najświętszego Serca Pana Jezusa w Bierach
Parafia Najświętszego Serca Pana Jezusa w Bierach – parafia rzymskokatolicka znajdująca się w Bierach. Należy do dekanatu Jasienica diecezji bielsko-żywieckiej. Erygowana 1 stycznia 1990.
Kościół rozbudowano w latach 1995–2001. 1 stycznia 2015 parafię przeniesiono ze zlikwidowanego dekanatu Bielsko-Biała IV do nowo powstałego dekanatu Jasienica.
Naprzeciwko kościoła znajduje się Dom Formacyjny, w którym odbywają się spotkania młodzieży Ruchu Światło-Życie lub rekolekcje. Dom Formacyjny może pomieścić 40 osób. Do wspólnot parafii należą: Służba liturgiczna, Oaza Dzieci Bożych oraz Ruch Światło-Życie (Oaza Młodzieżowa).

## Proboszczowie
źródło:
- 1990–1991: ks. Stanisław Gańczorz
- 1991–2005: ks. Marcin Aleksy
- 2005–2014: ks. Antoni Dewor
- 2014–2015: ks. Marian Fres
- 2015–2021: ks. Jan Froelich[4]
- od 2021: ks. Dariusz Suchy